# Sébastien Rousseaux
Pour les articles homonymes, voir Rousseaux.
Sébastien Rousseaux, né le 2 novembre 1975, est un pilote de rallye français.

## Biographie
Il a concouru de 2000 à 2009, sur Mitsubishi Lancer Evo  et Subaru Impreza, avec pour navigateur essentiellement Serge Le Gars entre 2003 et 2009.
Il a terminé 4e  du championnat de France des rallyes Terre en 2001 et 2003.

## Victoires en championnat de France des rallyes Terre
- Rallye Terre de Langres: 2003, copilote S. Le Gars, sur Subaru Impreza WRC;
- Rallye Terre de Provence: 2003, copilote S. Le Gars, sur Subaru Impreza WRC;
- Vainqueur du Groupe N au  Rallye Terre des Cardabelles: 2004;

### Podiums en championnat de France des rallyes Terre
- 2e du rallye Terre de Corse : 2001;
- 2e du rallye Terre de Provence : 2005;
- 3e du rallye Terre du Diois : 2001;
- 3e du rallye Terre de l’Auxerrois : 2004.